# Altenbucher Forst
Der Altenbucher Forst ist eine Gemarkung im unterfränkischen Landkreis Miltenberg in Bayern. Sie liegt vollständig in der Gemeinde Altenbuch.

## Geographie
Das Gebiet im Norden der Gemeinde Altenbuch ist nicht besiedelt fast vollständig bewaldet (98,3 Prozent). Die höchste Erhebung ist der Querberg mit 567 m ü. NHN.
Die Gemarkung im bayerischen Spessart war bis 2007 ein 24,51 km² großes gemeindefreies Gebiet.

### Nachbargemarkungen
Folgende Gemarkungen grenzen an die Gemarkung Altenbucher Forst:
| Krausenbacher Forst | Rohrbrunner Forst                           | Bischbrunner Forst          |
| Krausenbach         | Kompassrose, die auf Nachbargemeinden zeigt | Schollbrunn                 |
| Oberaltenbuch       | Unteraltenbuch                              | Hasselberg und Breitenbrunn |